# El rincón de los deseos
El rincón de los deseos es el 5º álbum de estudio del grupo de Folk metal y Folk Rock español, Ars Amandi. 
Fue lanzado el 16 de marzo de 2010 como disco conceptual. Grabado en los Estudios Oasis de Madrid bajo la producción de Jorge Escobedo, ha sido publicado por PIES/DFX y distribuido por SONY MUSIC.

## Descripción
El disco se compone de 11 canciones:
-Aquí estaré: Rápida, con fuerza y con el último instrumento que ha pasado a formar parte de la banda y de la lista de los manejados por Dani Aller, como protagonista: la gaita.
-Deseos: Sobre esos “sueños que están por cumplir”; los deseos. La temática del disco. Aunque con menos ritmo que el anterior. Bien colocado. Se nota especialmente la melodía con esa base de batería potente.
-El monte ha caído: Un tema que tristemente estará siempre de actualidad. Tratar esto siempre es difícil. Ars Amandi han conseguido hacerlo de una forma magistral, pasando de un inicio lento a un final con más fuerza, sin perder el tono trágico. Fantástico. 
-1º de la ESO: Single del disco.
-Castellae: En los discos de la banda viene siendo habitual la incorporación de un tema dedicado a una ciudad castellana. Este es ese tema y está dedicado a Burgos. Otra de las buenas del disco. Mucho ritmo, especialmente en el estribillo. Muy pegadizo.
-Sin recuerdos: Una bonita canción dedicada a esa dura enfermedad que es el Alzheimer. Muy elegante y emotiva, sin perder el ritmo del disco. De nuevo, una base de batería destacable. Gran composición.
-Tiempo perdido: 100% Ars Amandi. Desde el primer segundo, no hay margen de duda. Lo escuchas y automáticamente sabes que es de ellos. No solo por la melodía, también por ese mensaje de fuerza y ánimo para el futuro tan característico de la banda. 
-Todo empieza aquí: Primera balada. Bonita. Los vientos y la guitarra bien combinados.
-Paraíso fugaz: Ese divertido sonido de la dulzaina al que nos tienen acostumbrados y más mensajes de positivismo de cara al futuro. “Puede que haya un mundo para ti donde no se esconda el sol”
-La tierra se apaga: Segunda canción con mensaje ecologista. Recupera el ritmo y la batería vuelve a hacerse notar. Otro tema muy destacable.
-Brindemos: Despedida lenta del disco.

## Lista de canciones
| N.º   | Título               | Duración |  |
| 1.    | «Estaré aquí»        | 04:54    |  |
| 2.    | «Deseos»             | 03:58    |  |
| 3.    | «El monte caído»     | 03:52    |  |
| 4.    | «1º De la ESO»       | 03:43    |  |
| 5.    | «Castellae»          | 05:08    |  |
| 6.    | «Sin recuerdos»      | 03:29    |  |
| 7.    | «Tiempo perdido»     | 04:07    |  |
| 8.    | «Todo empieza aquí»  | 04:01    |  |
| 9.    | «Paraíso fugaz»      | 03:35    |  |
| 10.   | «La tierra se apaga» | 04:01    |  |
| 11.   | «Brindemos»          | 04:11    |  |
| 45:05 |                      |          |  |

## Intérpretes
- Dani Aller: Voz.
- Manuel Seoane: Guitarra.
- David A. Noisel: Bajo.
- Teto Viejo: Batería.

- Datos: Q21007224